# メタクサ

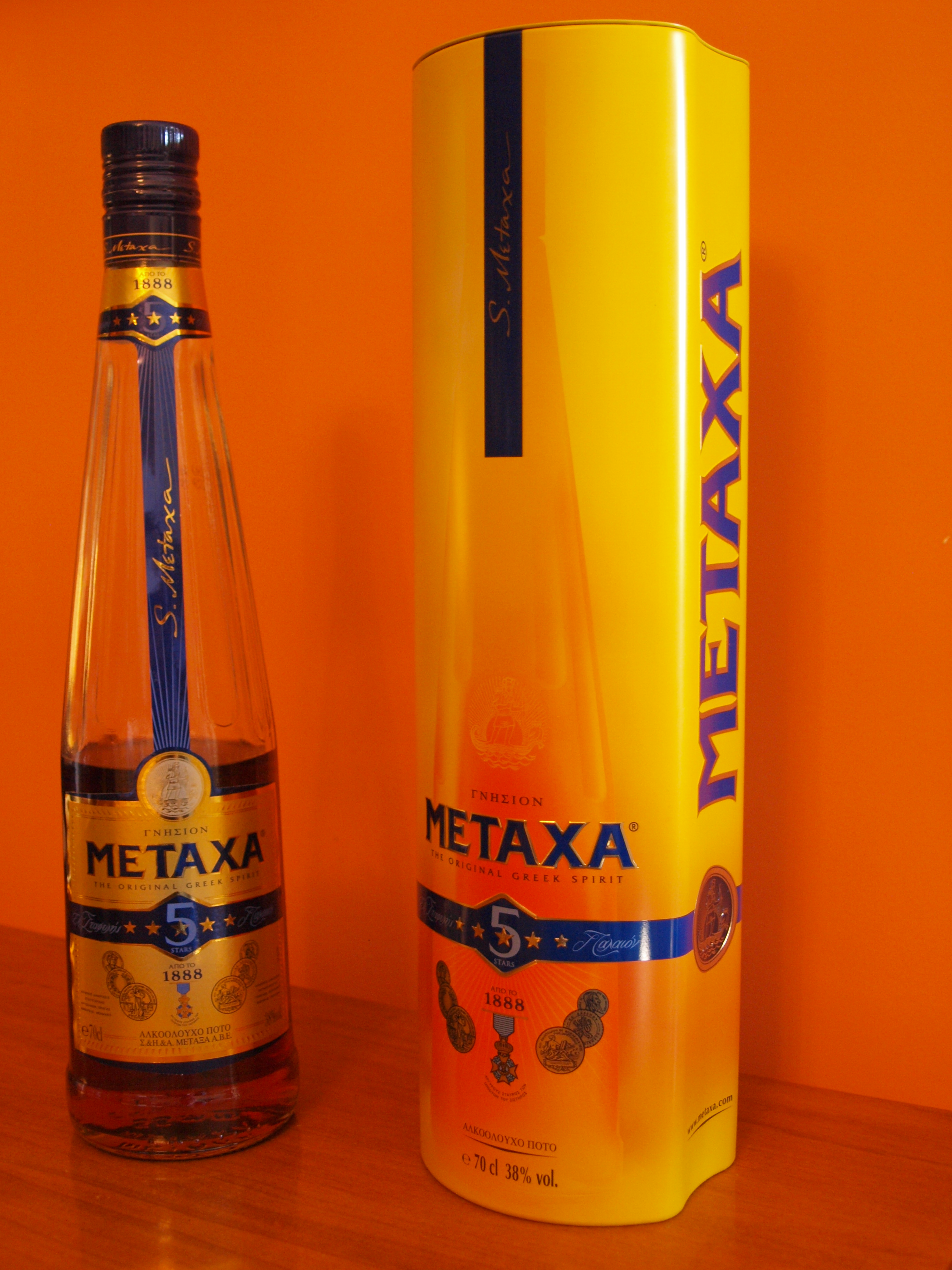
メタクサ・ファイブスターズ（Metaxa 5 STARS）とギフトボックス

メタクサ（Metaxa、ギリシア語: Μεταξά）は、1888年にスピロス・メタクサが発売したギリシャの茶色の蒸留酒である。ワインの蒸留液、マスカットワイン、バラの花や香草などから抽出したエキスと甘味料を混ぜた物である。これまで世界65カ国に輸出され、初めて宇宙で飲まれた酒でもある。関連して、メタクシ（英語: Metaxi、ギリシア語: μετάξι）とは、直訳すると「絹（英語: silk）」という意味であり 、メタクサス（英語: Metaxas）はギリシャ人ではよく見られる名前である。

## 外見
ラベルにはサラミスの海戦（とその戦いに参加した兵士）、古代ギリシアの三段櫂船（1888年にピレウスで最初に発掘されたコインにも描かれていた）が描かれている。

## メタクサの歴史
「19世紀において、大半の蒸留酒は辛く、口蓋を焼く物であった… スピロス・メタクサは気持ちよい食感、強烈に甘く、そして何よりも口蓋に優しい蒸留酒を造りたいと思っていた。」
スピロス・メタクサはギリシャ初のブランデーを発明し、ギリシャ独立戦争から50年後の1888年に最初の蒸留所を開設した。彼の会社は間もなくイスタンブールとオデッサに新しい工場を展開した。1900年にはアメリカ合衆国に初めて進出し、「ザ・フライング・ブランデー（英語: the flying brandy）としてブランドを確立した。

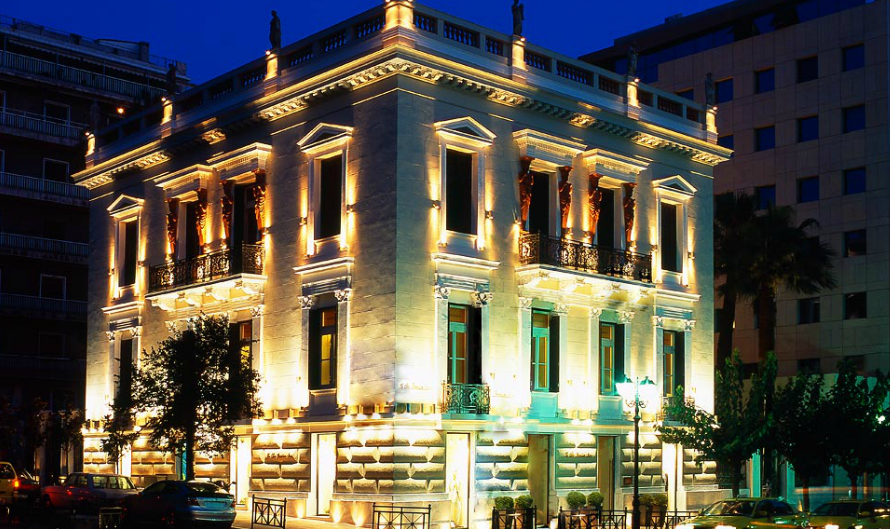
ピレウスにあるメタクサ家のマンション。1899年建設。

スピロス・メタクサの没後は、彼の子孫が事業を引き継いだ。1968年にはアテネ・キフィシアで新たな工場が設立された。
メタクサ家は国際的な蒸留酒のコンテストで多くの金メダルを受賞し、多くのボトルが展示されている。1989年に会社は、イギリスの酒造メーカーであるグランドメトロポリタン社（1997年よりディアジオに変更）に買収され、後にフランスの酒造メーカーであるレミーコアントローに買収された。